# Lập luận "anh cũng vậy"
Trong tiếng Anh, lập luận này có tên là tu quoque (từ gốc tiếng Latin có nghĩa là "anh cũng vậy") là một dạng ngụy biện phi hình thức (informal fallacy). Kiểu lập luận này hướng đến phủ nhận lập luận của người đối thoại bằng cách cho rằng hành vi của họ không tương thích với kết luận (hoặc những kết luận) của lập luận. Đây là một dạng thức của lập luận công kích cá nhân (ad hominem). "Whataboutism" là ví dụ nổi tiếng của loại ngụy biện này.

## Dạng thức và giải thích
Ngụy biện "anh cũng vậy" tuân thủ theo mẫu: 
1. Người A khẳng định mệnh đề X là đúng.
2. Người B khẳng định rằng hành động hoặc tuyên bố trong quá khứ của A không phù hợp với nội dung của mệnh đề X
3. Do đó, X là sai.

Đơn cử, xem xét tình huống sau khi Người A và Người B vừa rời khỏi một cửa hàng.
1. Người A: “Bạn đã lấy món đồ đó mà không trả tiền. Những gì bạn đã làm là trái đạo đức! "
  - Ở đây, X là tuyên bố: "Ăn cắp từ một cửa hàng là trái đạo đức." Người A khẳng định rằng khẳng định X là đúng.
2. Người B: “Thì sao. Tôi nhớ là bạn cũng từng làm điều tương tự. Bạn đã không nghĩ rằng nó là sai và như thế việc làm này cũng không."
  - Người B cho rằng Người A là đạo đức giả vì Người A đã từng thực hiện hành động tương tự.
3. Người B đã lập luận rằng bởi vì Người A là một kẻ đạo đức giả, do đó việc ăn cắp từ một cửa hàng là không sai về mặt đạo đức (tức là do đó, tuyên bố X là sai).

Đây là một dạng ngụy biện vì tư cách đạo đức hoặc hành động của người đối thoại về cơ bản không liên quan đến logic của lập luận.  Dạng ngụy biện này thường được sử dụng như một chiến thuật đánh lạc hướng (dạng cá trích đỏ) và là một trường hợp đặc biệt của ngụy biện tấn công cá nhân (ad hominem). 

### Các trường hợp giả định khác
Ví dụ trên đã được diễn đạt theo hình thức lập luận đã được trình bày ở trước đó. Tuy nhiên, trong giao tiếp hàng ngày, ngụy biện "anh cũng vậy" thường xuất hiện dưới dạng vi tế và kém rõ ràng hơn nhiều. Đơn cử như trong ví dụ sau đây, Người B là người đang lái xe và Người A là người ngồi trên xe: 
1. Người A: "Đừng tiếp tục đi khi thấy biển báo dừng xe chứ."(biển stop)
2. Người B: "Anh cũng toàn đi như thế thôi!"

Mặc dù cả Người A và Người B đều không nói rõ X là gì, vì tính thông thường của cuộc trò chuyện, nhưng ngầm định lập luận X có dạng như: "Vẫn chạy tiếp khi gặp biển báo dừng là sai". 
Người A và/hoặc Người B cũng có thể là các nhóm (ví dụ: các tổ chức, tập đoàn kinh tế, chính phủ hoặc đảng phái chính trị) chứ không chỉ là cá nhân. Ví dụ: Người A và Người B có thể là các chính phủ như chính phủ Hoa Kỳ và Liên Xô, đây là tình huống phát sinh thuật ngữ "chủ nghĩa thế nào"(whataboutism).
Ngụy biện "anh cũng vậy" cũng có thể xuất hiện bên ngoài các cuộc trò chuyện. Đơn cử, một người ủng hộ Chính trị gia B nào đó, người gần đây đã làm điều gì đó sai trái, có thể biện minh cho việc tiếp tục ủng hộ cho chính trị gia đó mà bằng cách lập luận: 
“Đúng, Chính trị gia B đã làm điều này điều kia trái đạo đức, nhưng Các chính trị gia khác cũng làm như vậy. Vậy vấn đề ở đây là gì?"
Trong ví dụ này, Người B là "Chính trị gia B" trong khi Người A là "Các chính trị gia khác".

## Ứng dụng
Trong phiên tòa xét xử tội phạm chiến tranh Đức Quốc xã Klaus Barbie, vị luật sư gây tranh cãi Jacques Vergès đã cố gắng trình bày những gì sẽ được định nghĩa là Biện hộ "Anh cũng vậy" (Tu Quoque Defence) - cụ thể là trong Chiến tranh Algeria, các sĩ quan Pháp như Tướng Jacques Massu cũng đã phạm các tội ác chiến tranh tương tự như những gì Barbie bị cáo buộc, do đó nhà nước Pháp không có tư cách đạo đức để xét xử Barbie. Lời bào chữa này đã bị bác bỏ bởi tòa án, và tòa đã kết tội Barbie.